# Saksiske hansestæder
Saksiske hansestæder omfattede:
1. Aschersleben
2. Buxtehude
3. Bockenem
4. Bremen
5. Erfurt
6. Goslar
7. Göttingen
8. Halberstadt
9. Halle
10. Hannover
11. Lüneburg
12. Merseburg
13. Mühlhausen
14. Naumburg
15. Stade
16. Quedlinburg